# Pahleh (ort i Ilam)
Pahleh (persiska: پَهلِه) är en ort i Iran.   Den ligger i provinsen Ilam, i den västra delen av landet, 500 km sydväst om huvudstaden Teheran. Pahleh ligger 762 meter över havet och antalet invånare är 4 341.
Terrängen runt Pahleh är kuperad söderut, men norrut är den platt. Runt Pahleh är det glesbefolkat, med 10 invånare per kvadratkilometer. Pahleh är det största samhället i trakten. Trakten runt Pahleh är ofruktbar med lite eller ingen växtlighet.